# وست سموست، فلوریدا
وست سموست (به انگلیسی: West Samoset) یک منطقهٔ مسکونی در ایالات متحده آمریکا است که در شهرستان ماناته، فلوریدا واقع شده‌است. وست سموست ۳٫۶ کیلومتر مربع مساحت و ۵٬۵۰۷ نفر جمعیت دارد و ۱۲ متر بالاتر از سطح دریا واقع شده‌است.